# Avanek Khan
Avanek Khan fou kan de Coràsmia, fill d'Aminek (oncle d'Ilbars Khan) i germà i successor de Bujugha Khan vers 1535.
Estava casat amb tres dones de la tribu Mangut dos d'elles fills de prínceps (mirzes) i la tercera filla d'una esclava.
Fou amb aquesta que va tenir un fill de nom Din Muhammad que aviat va mostrar predilecció per la vida militar. En aquest temps el districte proper a Astarabad estava en mans dels uzbeks d'Urgendj i quan tenia 20 anys Din Muhammad hi va anar sense permís del seu pare acompanyat de 40 amics; pel camí va demanar uns animals a un beg turcman que no els va voler donar i els va robar; llavors va fer una incursió a territori persa i va retornar amb un bon nombre de captius que pensava portar al seu pare; el beg que havia estat robat va informar de l'afer al seu senyor, Muhammad Ghazi Sultan, fill d'Ilbars Khan, i aquest va decidir esperar al jove al seu retorn i llavors li va parar una emboscada i el va fer presoner i li va confiscar el botí. Avanek Khan no tenia a Din Muhammad en gaire estima perquè la seva mare era esclava i justament feia poc que s'havia casat amb una germana de Muhammad Ghazi Sultan; aquest va alliberar al príncep, emmanillat i amb les cames lligades al cavall i acompanyat d'una guàrdia fou enviat a Urgendj, al mateix temps que el príncep enviava una queixa al seu pare per la seva conducta; en el retorn Din Muhammad cantava per veure si algun dels seus amics que s'havia escapat, el sentia i l'alliberava; així va passar i els guàrdies foren sorpresos i el príncep alliberat; va tornar amb el seu pare i va explicar que havia estat alliberat amb honors i havia rebut robes honorífiques; després va falsificar la tamgha o segell del seu pare i madrastra i va enviar una carta a Muhammad Ghazi Sultan en què la seva germana li comunicava que estava molt malalta i li demanava d'anar a veure-la abans de morir; Muhammad va anar de Vesir a Urgendj i quan va arribar va descobrir que havia estat enganyat i vas sospitar que havia estat obra de Din Muhammad; els homes d'aquest ja l'empaitaven; es va amagar sota fem sec als estables però el van trobar, el van arrossegar cap a fora i el van decapitar. La notícia va arribar aviat a Vesir o estava Sultan Ghazi Sultan, germà de l'assassinat, al qual justament estava visitant Ali Sultan, un germà de Din Muhammad. La ràbia de Sultan Ghazi va caure sobre el desgraciat Ali Sultan que fou executat. Avanek Khan havia estat absent uns dies i quan va tornar fou informat del crim de Din Muhammad i de la mort d'Ali Sultan com a revenja.
Llavors va començar una sagnant lluita entre les dues famílies (els ghazis i els amanièkides). Els parents d'Ilbars (els ghazis) es van reunir a Vesir i els amanièkides a Urgendj i tot i els dubtes del kan els segons van decidir marxar contra Vesir. Sultan Ghazi Sultan va sortir a enfrontar als atacants i va arribar fins a un poble que es deia Kumkend als límits del Kir; allí van xocar i Avanek va aconseguir la victòria i va perseguir als derrotats cap a Vesir on Sultan Ghazi i altres 15 prínceps de la família foren executats i les seves propietats saquejades. Ulugh Tibeh, la vídua de Sultan Ghazi Sultan, amb els seus fills i filles, va poder marxar a Bukharà, on es van reunir a la família de Balbars (el germà d'Ilbars) que governava a Yanghi Shehr, i els havien fet costat. Els fills d'Avanek dominaven ara tot Coràsmia amb el mateix Avanek governant a Urgendj i les altres províncies distribuïdes entre els seus parents; Din Muhammad va rebre Derun que havia abans estat de Sultan Ghazi Sultan.
Els fills de Sultan Ghazi, Umar Ghazi Sultan i Shir Ghazi Sultan, van arribar a Bukharà amb la seva mare i el fill gran va demanar al kan Ubayd Allah Sultan (1504-1540) de donar-li tropes per complir la revenja. Ubayd Allah ho va veure com una oportunitat per engrandir el seu domini i va reunir un exèrcit per marxar contra Coràsmia; es va aliar a Borrak Khan de Taixkent (també conegut com a Nawruz Ahmad Khan), amb Jevan Mard Ali Bahadur, fill d'Abu Said Khan que ara era kan a Samarcanda (el feu patern) i als nets d'Hamza i Mehdi Sultan, senyors d'Hissar, i va marxar contra Urgendj. Avanek o Avanesh no va poder resistir la invasió i es va retirar a Kur. Ubaid Al·là va entrar a Urgendj i va enviar un contingent en persecució del kan enderrocat, que fou capturat amb els seus fidels a un lloc anomenat Begat Kiri, al nord de Vesir. El kan fou lliurat a Umar Gazi Sultan, al pare del qual havia matat, el qual el va fer matar. Ubayd Allah va cedir Urgendj al seu fill Abd al-Aziz. Els sarts i els turcmans no foren molestats i els uzbeks es van dividir en quatre seccions, de les quals una fou assignada a Ubayd Allah (Bukharà), una altra als prínceps d'Hissar, una tercera al kan de Samarcanda i la quarta al kan de Taixkent. Els prínceps van deixar governadors i van retornar als seus territoris emportant-se bona part dels guerrers uzbeks.
Mentre Din Muhammad Sultan, fill d'Avanek Khan, va conservar la seva autoritat al feu de Derun que havia rebut com assignació i que no fou inquietat pels bukharians. Molts fugitius d'Urgendj es van presentar al seu territori, i es va veure amb prou força per recuperar la possessió del kanat. Van atacar la ciutat de Khivà que fou capturada, i el seu governador (darugha) executat amb els seus homes. El darugha d'Hazarasp va fugir. Al saber això, Abd al-Aziz es va retirar d'Urgendj i es va reunir amb el seu pare. Aquest no va tardar a convocar l'exèrcit i va avançar amb uns milers d'homes. Din Muhammad només tenia tres mil homes, va decidir arriscar una batalla. Tres vegades fou advertit pels seus generals (begs) que era una imprudència; dues vegades va ignorar el consell; la tercera vegada va desmuntar del cavall i va dir "Deu, et confio a Tu la meva anima, i confio el meu cos a l'Infern" llavors es va dirigir als begs i va anunciar que estava disposat a morir i que si les seves vides eren més importants que la seva, que no el seguissin, i si no ho eren, que marxessin amb ell. Fou seguit per una massa entusiasta i va agafar posicions a Guerdin Khast, a l'oest del llac que després fou conegut com a Shikest Kuli (El Llac de la Derrota). Era de nit quan van arribar els enemics; Din Muhammad va separar els seus homes en dues divisions i va preparar una emboscada; l'avantguarda de l'exèrcit de Bukharà va aparèixer precedit per 40 homes amb banderes; aquesta força fou atacada sobtadament per l'altre costat i derrotada; diversos begs foren morts i altres fets presoners; la carnisseria fou terrible; Kun Tughar Bahadur, de la tribu Kungrat, deia que ell sol havia matat a seixanta enemics; després de la batalla els begs capturats foren presentats a Din Muhammad un per un; un d'aquestos, Hafiz, fou acusat d'haver dit que el poble d'Urgendj era infidel i no musulmà; preguntat sobre per què ho havia dit va respondre: "Estem a punt de comprovar quins són infidels i quins mahometans" (frase que després va esdevenir un proverbi uzbek). Din Muhammad va proposar un intercanvi de presoners amb Ubayd Allah, que fou acceptat i es va procedir a fer-lo efectiu. Aquesta campanya es va acabar el 1540. Ubayd Allah va morir poc després es diu que del disgust, i Abd al-Aziz el va succeir a Bukharà
Al final de la campanya els prínceps amanièkides es van reunir i el més gran d'ells, fill d'Avanek, de nom Kal Khan, fou nomenat Khan.